# HD 47186
HD 47186 — одиночная звезда в созвездии Большого Пса на расстоянии приблизительно 122 световых лет (около 37,5 парсек) от Солнца. Видимая звёздная величина звезды — +7,628m. Возраст звезды оценивается как около 4,625 млрд лет.
Вокруг звезды обращается, как минимум, две планеты.

## Характеристики
HD 47186 — жёлтый карлик спектрального класса G4, или G5V, или G5, или G6V. Масса — около 1,1 солнечной, радиус — около 1,108 солнечного, светимость — около 1,104 солнечной. Эффективная температура — около 5552 К.

## Планетная система
В 2008 году группой астрономов, работающих со спектрографом HARPS, было объявлено об открытии двух планет в системе: HD 47186 b и HD 47186 c. Обе они имеют массу меньше Юпитера. Внутренняя планета HD 47186 b обращается очень близко к материнской звезде (на расстоянии 0,05 а.е., её классифицируют как «горячий нептун». Внешняя планета HD 47186 c отстоит от звезды на расстоянии около 2 а.е. Это приблизительно равно орбите астероида Веста в Солнечной системе. Интересно, что орбита внутренней планеты круговая, а орбита внешней имеет форму эллипса.
В 2019 году учёными, анализирующими данные проектов HIPPARCOS и Gaia, у звезды обнаружена планета HIP 31540 d.

## Ближайшее окружение звезды
Следующие звёздные системы находятся на расстоянии в пределах 20 световых лет от HD 47186:
| Звезда     | Спектральный класс | Расстояние, св. лет |
| HR 2607    | F0-3 V / ?         | 13                  |
| CD-32 3202 | G5 V               | 13                  |
| CD-30 3775 | A4-5 IV            | 14                  |
| CD-31 3888 | G8 V               | 15                  |
| HR 2254    | F8-G0 V            | 16                  |
| CD-36 3020 | G2-3 V             | 19                  |
| CD-24 5026 | G1 V               | 19                  |